# Axel Bäck
Axel Erik Bäck (Bruxelles, 23 dicembre 1987) è un ex sciatore alpino svedese specialista dello slalom speciale.

## Biografia

### Stagioni 2003-2010
Slalomista puro nato a Bruxelles ma originario di Saltsjöbaden di Nacka, Bäck ha esordito in gare FIS il 2 maggio 2003 a Funäsdalen, classificandosi 52º, e in Coppa Europa il 6 febbraio 2006 a Ordino-Arcalís, senza completare la prova. Nel 2006 è stato anche campione nazionale juniores.
Il 27 gennaio 2009 a Schladming ha debuttato in Coppa del Mondo, non completando la prima manche; alla sua seconda gara nel massimo circuito internazionale, il 15 novembre seguente, è riuscito ad andare a punti piazzandosi 15º a Levi. Due giorni dopo è arrivato inoltre per la prima volta a podio in Coppa Europa, con il 2º posto nella gara indoor di Wittenburg; nel circuito continentale in quella stagione ha ottenuto in seguito diversi altri risultati di rilievo, che gli hanno consentito di chiudere al 2º posto la classifica di specialità. A Vancouver 2010, suo esordio olimpico, non ha completato la prova.

### Stagioni 2011-2016

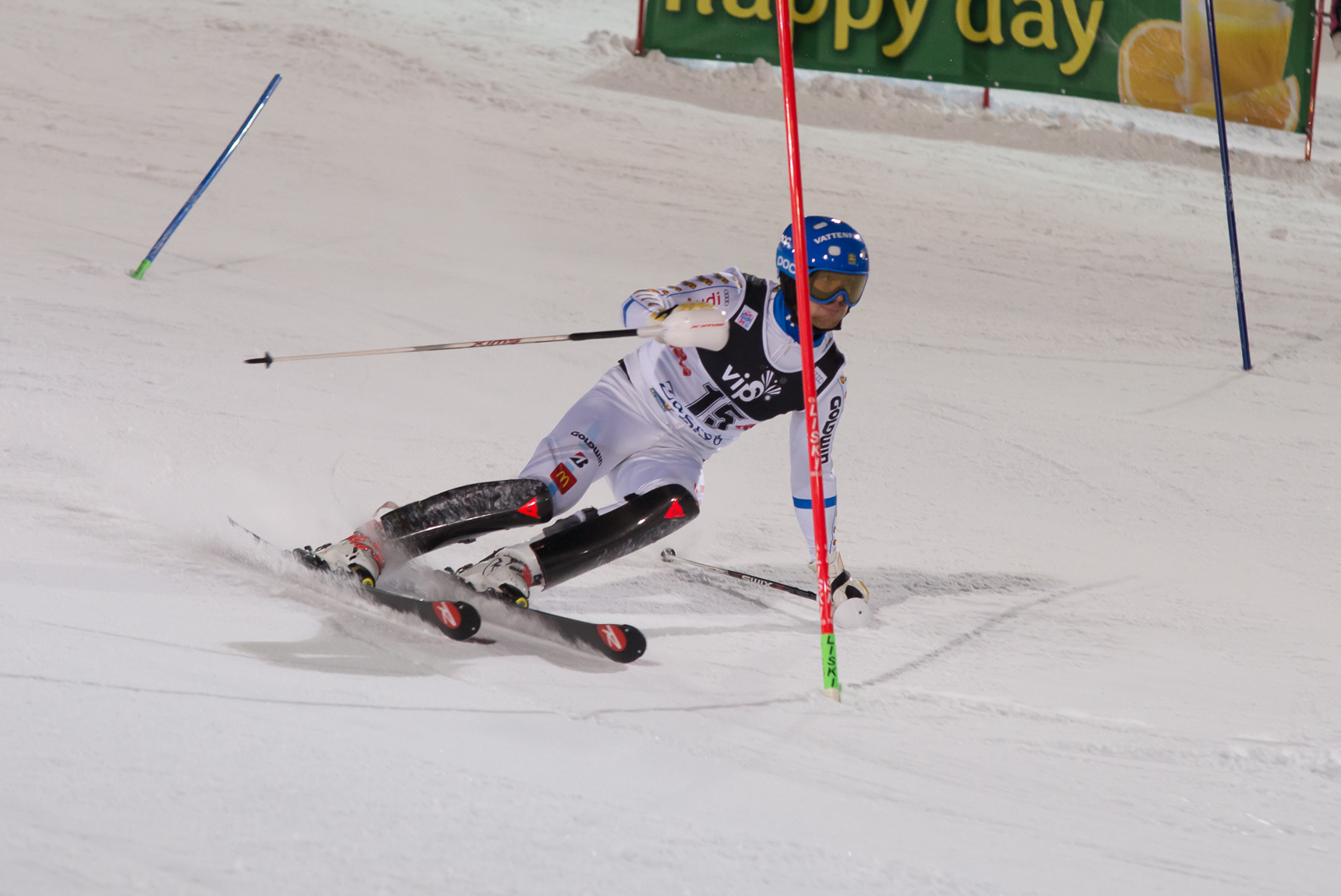
Axel Bäck in gara a Zagabria Sljeme nel 2015

Nel 2011 ha ottenuto l'11º posto ai Mondiali di Garmisch-Partenkirchen, sua unica presenza iridata nella quale ha ha vinto la medaglia di bronzo nella gara a squadre (partecipando come riserva), e l'unico podio in Coppa del Mondo, il 6 marzo a Kranjska Gora: 2º dietro a Mario Matt e a pari merito con Nolan Kasper.
Il 15 dicembre 2011 ha vinto a Pozza di Fassa la sua prima gara di Coppa Europa, mentre ai XXII Giochi olimpici invernali di Soči 2014, sua ultima presenza olimpica, non ha nuovamente concluso la gara. Si è ritirato al termine della stagione 2015-2016; la sua ultima gara in carriera è stato lo slalom speciale di Coppa del Mondo disputato a Kranjska Gora il 6 marzo (non qualificato alla seconda manche).

## Palmarès

### Mondiali
- 1 medaglia:
  - 1 bronzo (gara a squadre a Garmisch-Partenkirchen 2011)

### Coppa del Mondo
- Miglior piazzamento in classifica generale: 40º nel 2011
- 1 podio:
  - 1 secondo posto

### Coppa Europa
- Miglior piazzamento in classifica generale: 11º nel 2010
- 10 podi:
  - 5 vittorie
  - 5 secondi posti

#### Coppa Europa - vittorie
| Data             | Località       | Paese     | Specialità |
| ---------------- | -------------- | --------- | ---------- |
| 15 dicembre 2011 | Pozza di Fassa | Italia    | SL         |
| 24 novembre 2012 | Levi           | Finlandia | SL         |
| 1º dicembre 2013 | Trysil         | Norvegia  | SL         |
| 18 dicembre 2013 | Obereggen      | Italia    | SL         |
| 17 dicembre 2014 | Obereggen      | Italia    | SL         |

Legenda:

SL = slalom speciale

### Campionati svedesi
- 4 medaglie[1]:
  - 2 ori (slalom speciale nel 2013; slalom speciale nel 2014)
  - 2 argenti (slalom speciale nel 2010; slalom speciale nel 2012)

### Campionati svedesi juniores
- 1 oro (slalom speciale nel 2006)[senza fonte]